# 卡西歐Loopy
Casio Loopy是卡西歐1990年代开发的電子遊戲機。

## 历史
Casio Loopy（Rūpī），代号 My Seal Computer SV-100，是一台只在日本国内发售的32位游戏机，发行于1995年10月。。它的市场独立性很大程度因为它完全针对女性市场。这个主机只发行了10个游戏，大部分是女性向游戏和穿着游戏。它有一个特点是带有一台内建的彩色打印机，可以用来打印游戏中的人物。还有一个叫Magical Shop的附加设备，允许机器使用外设（例如录像机和DVD播放器）来获取图像，添加文字，以及附加人物图像在上面。这台游戏机只有一个控制器插口。

## 游戏列表
- Anime Land（Animerando）
- Bow-wow Puppy Love Story（Wanwan Aijō Monogatari）
- Dream Change: Kogane-chan's Fashion Party（Dorīmuchenji Koganechanno Fasshonpātī）
- HARIHARI Seal Paradise（HARIHARI Shīru Paradaisu）
- I Want a Room in Loopy Town!（Rūpī Taun no O-heya ga Hoshii!）
- Little Romance（Ritoru Romansu）
- Lupiton's Wonder Palette（Rupiton no Wandāparetto）
- Chakra-kun's Charm Paradise（Chakurakun no Omajinai Paradaisu）
- Caricature Artist（Nigaoe Ātisuto）
- PC Collection（Pasokon Korekushon）